# الخسائر المدنية في الانتفاضة الثانية
وفيما يلي قائمة جزئية للضحايا المدنيين في الانتفاضة الثانية.
وفقًا للمعهد الدولي لمكافحة الإرهاب، فإن 887 (78%) من بين 1137 إسرائيليًا قُتلوا في هجمات بين سبتمبر/أيلول 2000 و2005 كانوا من المدنيين. وأصيب 8341 إسرائيليًا آخرين خلال هذه الفترة، بما في ذلك 5676 مدنيًا و2665 من أفراد قوات الأمن. كانت أغلب الإصابات ناجمة عن تفجيرات انتحارية، على الرغم من أن الإسرائيليين قُتلوا أيضًا بواسطة قنابل مزروعة، وإطلاق النار، والرجم، والطعن، والشنق، والصواريخ، وغيرها من أساليب الهجوم.
وبحسب منظمة بتسيلم، فإنه من بين 6371 فلسطينياً قتلتهم القوات الإسرائيلية خلال السنوات العشر من عام 2000 إلى عام 2010، كان هناك على الأقل 2996 شخصاً لم يشاركوا في الأعمال العدائية عندما قتلوا، وكان 1317 منهم قاصرين. من بين 1083 إسرائيليًا قُتلوا، كان 741 مدنيًا (124 قاصرًا).

## الخلفية
أظهرت دراسة أجريت عام 2007 حول التفجيرات الانتحارية الفلسطينية التي وقعت في الفترة من سبتمبر/أيلول 2000 إلى أغسطس/آب 2005 أن 39.9% من الهجمات الانتحارية نفذتها حماس، و25.7% نفذتها حركة الجهاد الإسلامي الفلسطينية، و26.4% نفذتها فتح، و5.4% نفذتها الجبهة الشعبية لتحرير فلسطين، و2.7% نفذتها منظمات أخرى. وكان أصغر ضحايا الانتفاضة الثانية طفلاً إسرائيلياً لم يتجاوز عمره تسع ساعات. كما قُتلت أيضًا العديد من النساء الحوامل.
ولا تظهر وفيات المدنيين الإسرائيليين انتظامًا كبيرًا في توزيعهم العمري أو الجنسي، حيث اختار المسلحون الفلسطينيون مهاجمة أي أهداف مدنية يمكنهم الوصول إليها. وشملت الأهداف مذبحة ملهى الدولفيناريوم، وهو مكان يرتاده الشباب الإسرائيلي، والأسواق المفتوحة والحافلات العامة، التي يستخدمها بشكل غير متناسب النساء وكبار السن. وقد اعتبرت عدد من الهجمات ضد المدنيين الإسرائيليين مجازر في حين وصفت هجمات أخرى، مثل قتل امرأة حامل وبناتها الأربع الصغيرات، بأنها جرائم ضد الإنسانية.

## ضحايا إسرائيليين غير مقاتلين
وفيما يلي قائمة جزئية للخسائر البشرية بين المدنيين الإسرائيليين في الانتفاضة الثانية. وتشير تقديرات المعهد الدولي لمكافحة الإرهاب إلى أن نسبة القتلى من المدنيين بلغت 78% والمقاتلين الإسرائيليين 22%، في الفترة من 27 سبتمبر/أيلول 2000 إلى أول يناير/كانون الثاني 2005. وبحسب منظمة بتسيلم، فقد قُتل 731 مدنياً إسرائيلياً و332 عضواً من أجهزة الأمن الإسرائيلية منذ بداية الانتفاضة الثانية وحتى عملية الرصاص المصبوب. ولا تظهر وفيات المدنيين الإسرائيليين انتظاماً كبيراً في توزيعهم العمري أو الجنسي، حيث اختار المسلحون الفلسطينيون مهاجمة أي أهداف مدنية يمكنهم الوصول إليها. وشملت الأهداف الهجوم على ملهى الدولفيناريوم، وهو مكان يرتاده الشباب الإسرائيلي، والأسواق المفتوحة والحافلات العامة، التي يستخدمها بشكل غير متناسب النساء وكبار السن. وقد اعتبر عدد من الهجمات ضد المدنيين الإسرائيليين مجازر.

## ضحايا الأجانب في الانتفاضة الثانية
خلال الانتفاضة الثانية، قتل ما مجموعه 64 مواطن أجنبيًا.

### الضحايا من قبل إسرائيل
- إيان هوك - مدير مشروع مساعدات الأونروا الإنجليزي، قُتل برصاص جندي من جيش الدفاع الإسرائيلي، الذي أخطأ في هاتف محمول في يده وظنه بندقية أو قنبلة يدوية، في جنين، في 22 نوفمبر/تشرين الثاني 2002.[11][12]
- راشيل كوري - ناشطة أمريكية في حركة التضامن الدولية قُتلت في هجوم جرافة تابعة لجيش الدفاع الإسرائيلي أثناء احتجاجها على هدم منزل فلسطيني في 16 مارس 2003.
- توم هيرندال - متطوع إنجليزي في حركة التضامن الدولية قُتل برصاص قناص من جيش الدفاع الإسرائيلي في غزة في 11 أبريل 2003.[13]
- جيمس ميلر - مخرج أفلام ويلزي قُتل برصاص جيش الدفاع الإسرائيلي في غزة في 2 مايو 2003.[14]

### ضحايا الفلسطينيين
- كونستانتين ستراتورولا (52 عاما)، من رومانيا - قُتل في هجوم قنبلة فلسطيني في 10 مايو 2001.[8]
- فيرجيل مارتينيسكو، 29 عاماً، من رومانيا - قُتل في هجوم قنبلة فلسطيني في 10 مايو 2001.[3]
- ألكسي لوبالو، 16 عاماً، من أوكرانيا - قُتل في تفجير انتحاري فلسطيني في 2 يونيو 2001.[15]
- سيرغي بانشنكو، 20 عاماً، أوكرانيا.[16] - قتل في تفجير انتحاري فلسطيني 2 يونيو 2001
- جيورا بالاش، 60 عامًا، من سان باولو، البرازيل - قُتل في تفجير انتحاري فلسطيني في 9 أغسطس 2001.[17]
- شوشانا يهودي (جودي) غرينبوم، 31 عاماً، من باسييك، نيوجيرسي، الولايات المتحدة - قُتل في تفجير انتحاري فلسطيني في 9 أغسطس 2001.[17]
- روزاريا رييس، 42 عامًا، مواطن فيليبيني - قُتل في تفجير انتحاري فلسطيني في 2 ديسمبر 2001.[18]
- أفراهام (أفي) بوز، 71 عامًا، مواطن أمريكي - اختطف في نقطة تفتيش أمنية في بيط جالا في 15 يناير 2001 ؛ تم العثور على جثة مصابة بالرصاص في بيت ساهر.[3]
- كاترين بيرروكس، 25 عاماً، من سويسرا وتورغوت سينغيز تويتونش من تركيا، مراقبين في TIPH - قتلوا في خليل من قبل الجهاد الإسلامي 26 مارس 2002[19]
- بيرلا هرمليه (79) من ستوكهولم، السويد - قُتل في تفجير انتحاري فلسطيني في 27 مارس 2002.[20]
- زويلا حسي (47 عاما)، مواطن صيني، من جيلو - قُتل في تفجير انتحاري فلسطيني في 12 أبريل 2002.[21]
- لين تشين ماي (34 عاما)، مواطن صيني - قتل في تفجير انتحاري فلسطيني في 12 أبريل 2002.[22]
- تشاي زين تشانغ (32 عاما)، مواطن صيني - قُتل في تفجير انتحاري فلسطيني في 12 أبريل 2002.[23]
- تاتيانا إيغيلسكي (43 عاما) من مولدوفا - قُتل في تفجير انتحاري فلسطيني في 19 يونيو 2002.
- أدريان أندريس، 30 عاماً، من رومانيا - قتل في تفجير انتحاري فلسطيني في 17 يوليو 2002.[24]
- لي بين، 33 عاماً، من الصين - قُتل في تفجير انتحاري فلسطيني في 17 يوليو 2002.
- جانيس روث كولتر (36 عاما) من نيويورك (الولايات المتحدة) - قُتل من قبل قنبلة فلسطينية مفجورة عن بعد في 31 يوليو 2002.[25] تم تنفيذها من قبل خلية حماس مقرها القدس الشرقية الذين يخضعون لأعضاءهم إلى عقوبات حكم بالسجن الإسرائيلية متعددة في السجون الإسرائيليّة بسبب ذلك الهجوم وغيره.
- ديفيد غريتز، 24 عاماً، من ماساتشوستس (الولايات المتحدة-فرنسا) - قتل من قبل قنبلة فلسطينية مفجورة عن بعد في 31 يوليو 2002.[25][26] تم تنفيذها من قبل خلية حماس مقرها القدس الشرقية الذين يخضعون لأعضاءهم إلى عقوبات حكم بالسجن الإسرائيلية متعددة في السجون الإسرائيليّة بسبب ذلك الهجوم وغيره.[27]
- مارلا بينيت، 24 عاماً، من كاليفورنيا (الولايات المتحدة) - قُتلت من قبل قنبلة فلسطينية تم تفجيرها عن بعد في 31 يوليو 2002.[25][26] تم تنفيذها من قبل خلية حماس مقرها القدس الشرقية الذين يخضعون لأعضاءهم إلى عقوبات حكم بالسجن الإسرائيلية متعددة في السجون الإسرائيليّة بسبب ذلك الهجوم وغيره.[27]
- بنيامين بلوتشتاين، 25 عاماً، من بنسلفانيا (الولايات المتحدة) - قتل من قبل قنبلة فلسطينية تم تفجيرها عن بعد في 31 يوليو 2002.[25][26] تم تنفيذها من قبل خلية حماس مقرها القدس الشرقية الذين يخضعون لأعضاءهم إلى عقوبات حكم بالسجن الإسرائيلية متعددة في السجون الإسرائيليّة بسبب ذلك الهجوم وغيره.[27]
- دينا كارتر (37 عاما)، من القدس (الولايات المتحدة) - قتلت من قبل قنبلة فلسطينية تم تفجيرها عن بعد في 31 يوليو 2002.[25][26] تم تنفيذها من قبل خلية حماس مقرها القدس الشرقية الذين يخضعون لأعضاءهم إلى عقوبات حكم بالسجن الإسرائيلية متعددة في السجون الإسرائيليّة بسبب ذلك الهجوم وغيره.[27]
- أديلينا كونونين (37 عاما) من الفلبين - قُتل في تفجير انتحاري فلسطيني في 4 أغسطس 2002.
- ريبيكا روغا، 40 عاماً، من الفلبين - قُتل في تفجير انتحاري فلسطيني في 4 أغسطس 2002.
- جوناثان (يوني) جيسنر، 19 عاماً، من غلاسكو، اسكتلندا - قُتل في تفجير انتحاري فلسطيني في 19 سبتمبر 2002.
- ميرشيا وردا، 25 عاما، سائح من رومانيا - قُتل في تفجير انتحاري فلسطيني في 21 نوفمبر 2002.[28]
- إيون (نيلو) نيكولاي (34 عاما) من رومانيا - قُتل في تفجير انتحاري فلسطيني في 5 يناير 2003.[29]
- ميهي سباو، 38 عاماً، من رومانيا - قُتل في تفجير انتحاري فلسطيني في 5 يناير 2003.[30]
- لي بيجونج (41 عاما) من الصين - قُتل في تفجير انتحاري فلسطيني في 5 يناير 2003.[31]
- ستيفن آرثر كرومويل (43 عاما) من غانا - قتل في تفجير انتحاري فلسطيني في 5 يناير 2003.[32]
- كراسيمير ميتكوف أنجلوف، 32 عاماً، من بلغاريا - قتل في تفجير انتحاري فلسطيني في 5 يناير 2003.[33]
- إيفان غابتونياك (46 عاما) من أوكرانيا - قتل في تفجير انتحاري فلسطيني في 5 يناير 2003.[34]
- غو أي بينغ (47 عاما) من الصين - قُتل في تفجير انتحاري فلسطيني في 5 يناير 2003.[35]
- توفيت تشانغ مينمين، 50 عاماً، من الصين، من إصاباتها في 13 يناير 2003 من تفجير انتحاري فلسطيني.
- هايل إبراهيم هاكي (56 عاما)، عامل أجنبي من إريتريا - قُتل في تفجير انتحاري فلسطيني في 11 يونيو 2003.[36]
- كراستيو رادكوف (46)، بلغاريا - قتل في هجوم اطلاق نار فلسطيني في 30 يونيو 2003 غرب جينين أثناء قيادة شاحنة. أعلنت كتائب الشهداء الأقصى المسؤولية.[3]
- غولدى تاوبنفيلد، 43 عاماً، من نيو سكوير، نيويورك - قُتل في تفجير انتحاري فلسطيني في 19 أغسطس 2003.
- شمويل تاوبنفيلد، 3 أشهر، من نيو سكوير، نيويورك - قتل في تفجير انتحاري فلسطيني في 19 أغسطس 2003.[37]
- ماريا أنطونيا ريسلاس، 39 عاماً، من الفلبين - قُتل في تفجير انتحاري فلسطيني في 19 أغسطس 2003.[37]
- جون إريك برانشييو، 37 عاماً، من تكساس - قتل بمقصف فلسطيني في 15 أكتوبر 2003 في قطاع غزة، مع اثنين من الموظفين الدبلوماسيين الأمريكيين الآخرين.[3]
- جون مارتن ليندي، جونيور، 30 عاماً، من ميسوري - قتل بقنبلة فلسطينية في 15 أكتوبر 2003 في قطاع غزة، جنباً إلى جنب مع اثنين من الموظفين الدبلوماسيين الأمريكيين الآخرين.[3]
- مارك تي بارسون، 31 عاماً، من نيويورك - قتل بمقصف فلسطيني في 15 أكتوبر 2003 في قطاع غزة، جنباً إلى جنب مع اثنين من الموظفين الدبلوماسيين الأمريكيين الآخرين.[3]
- باتريشا ترن نافاريت، 33 عاماً، من الإكوادور - قُتل من قبل إرهابي فلسطيني في هجوم رصاصي في 19 نوفمبر 2003، شمال إيلات.[3]
- مهبري كيفيل (35 عاما)، من إثيوبيا - قُتل في تفجير انتحاري فلسطيني في 29 يناير 2004.
- ويراشاي وونغبوت (37) من منطقة نونغ هان في محافظة أودون ثاني شمال شرق تايلاند - قتل من قذائف من نار الهاون في 21 يونيو 2004. أعلنت حماس المسؤولية.[3]
- برتيپ نانونغخام، 24 عاماً، من تايلاند - قتل عندما تسلل إرهابيون مسلحون إلى منطقة حرارة كفار داروم في وسط قطاع غزة في 6 أكتوبر 2004. أعلنت حماس المسؤولية.[3]